# Actinodochium
Actinodochium är ett släkte av svampar som ingår i divisionen sporsäcksvampar och riket svampar. Släktet beskrevs 1927 av den tyska forskaren Hans Sydow och omfattar två arter:
- Actinodochium concinnum
- Actinodochium jenkinsii